# Haftanstalt Birni-N’Konni
Die Haftanstalt Birni-N’Konni (französisch Maison d’arrêt de Birni-N’Konni) ist ein Gefängnis in der Stadt Birni-N’Konni in Niger.

## Baubeschreibung und Geschichte
Die Haftanstalt befindet sich im Nordwesten der Stadt Birni-N’Konni in der Region Tahoua. Sie ist auf eine Aufnahmekapazität von 600 Insassen ausgelegt und damit eines der größten Gefängnisse des Landes. Es handelt sich um eine nicht spezialisierte Anstalt, in der generell Personen, die mit dem Gesetz in Konflikt geraten sind, inhaftiert werden. In den Anlagen für Bewässerungsfeldwirtschaft, die sich bei der Stadt erstrecken, bewirtschaftet die Haftanstalt Birni-N’Konni neun Parzellen mit einer Gesamtfläche von 6,75 Hektar.
Das Gefängnis besteht seit dem Jahr 1981. Zehn wegen eines Angriff auf die Stadt Tchintabaraden 1985 zum Tode Verurteilte wurden im Gefängnis von Birni-N’Konni untergebracht. Dort starben drei davon unter nie ganz geklärten Umständen, möglicherweise an Erstickung, während die übrigen sieben später begnadigt wurden. Im Rahmen der Bekämpfung der COVID-19-Pandemie in Niger erließ Staatspräsident Mahamadou Issoufou am 30. März 2020 landesweit 1540 Gefangenen ihre restliche Haftstrafe, darunter 36 in der Haftanstalt Birni-N’Konni.